# St. Georg (Oberndorf, Kemnath)

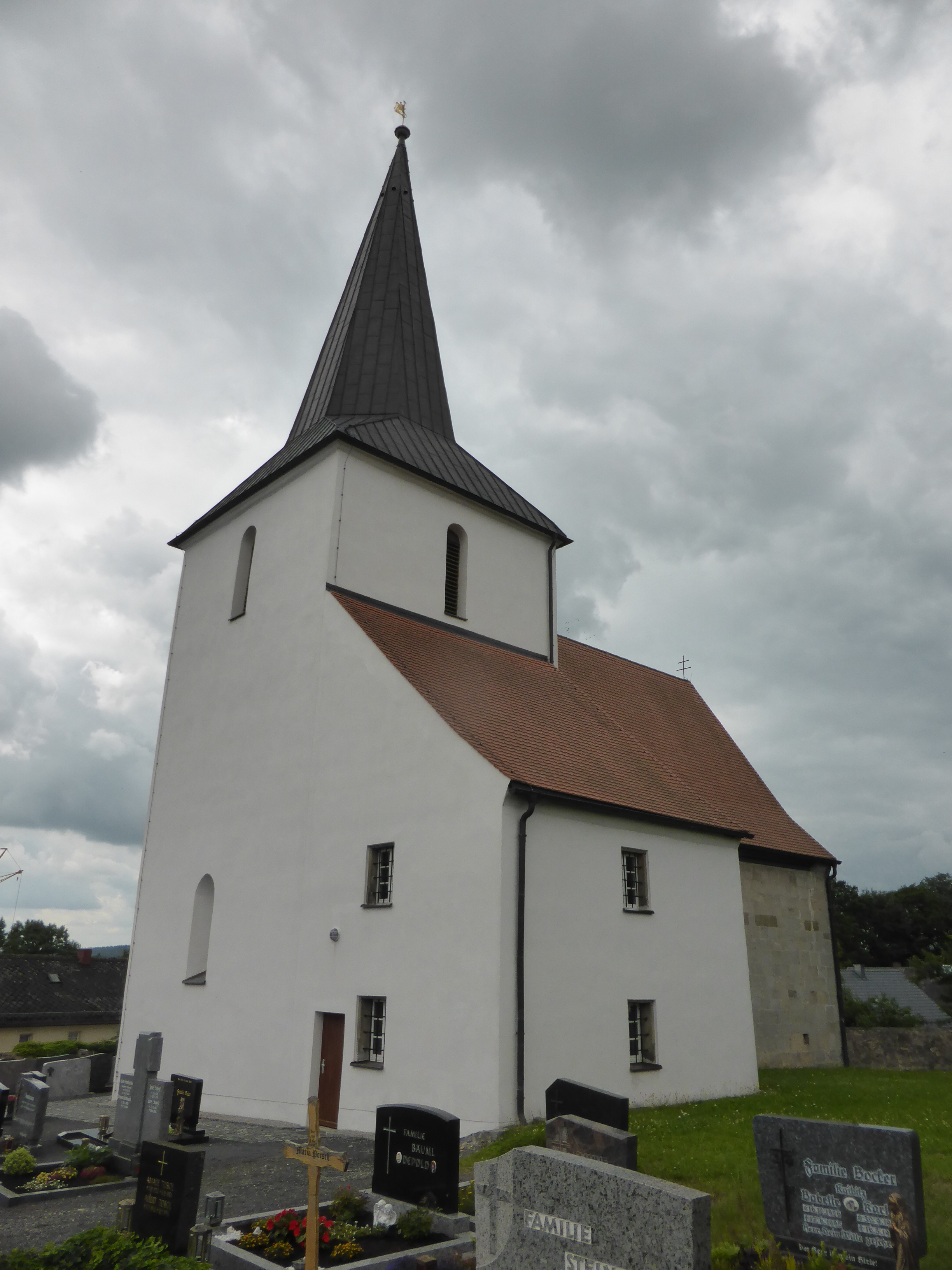
Sankt-Georgs-Kirche in Oberndorf bei Kemnath

Die denkmalgeschützte römisch-katholische Filialkirche Sankt Georg befindet sich im Ortsteil Oberndorf von Kemnath im Landkreis Tirschenreuth.

## Geschichte
1009 wurden die Bischöfe von Bamberg durch eine Schenkung von Heinrich II. zu den Grundherren des Gebietes um Keminata. In diesem „Bamberger Stiftland“ wurde im 11. Jahrhundert auch die Kirche von Oberndorf gegründet. Hier ist das Leuchtenberger Ministerialengeschlecht der Oberndorffer, spätere Grafen von Oberndorf(f), beheimatet. Ihre abgegangene und unmittelbar neben der Kirche gelegene Burg soll einen direkten Zugang zu der Kirche in Oberndorf besessen haben. Auch das St.-Georgs-Patrozinium deutet auf eine frühe ritterliche Gründung hin. Nach der Abtretung des Gebietes um Kemnath an die Herren von Waldeck ging das Besetzungsrecht der Kirche an die Waldecker über. Die erste Erwähnung eines Friedhofes stammt aus dem Jahr 1281, vielleicht das Gründungsdatum einer hiesigen Pfarrei. Die Tradition, die Verstorbenen von Kemnath in Oberndorf zu begraben, blieb bis in das 20. Jahrhundert erhalten. 1286 wurde ein Decanus Chunradus in einer Waldecker Urkunde aufgeführt; das zugehörige Dekanat umfasste die Pfarreien Thumbach, Eschenbach, Burkhardsreuth, Pressath, Tremmersdorf, Kastl, Mockersdorf, Kulmain, Oberndorf, Schlammersdorf, Erbendorf, Thumsenreuth, Windischeschenbach, Falkenberg, Wiesau, Redwitz, Thiersheim, Selb, Asch, Markneukirchen, Andorf und Brambach. Mit der Stadterhebung von Kemnath wird dort 1364 auch ein Priester erwähnt und für 1387 ist ausdrücklich vermerkt, dass Kemnath Pfarrei mit Priester und Pfarrhof sei.
Nach einer Diözesanbeschreibung von 1508 war die Kirche von Oberndorf damals der hl. Katharina geweiht, in der Diözesanbeschreibung von 1665 wird der hl. Georg als Kirchenpatron genannt. Auch nachdem Kemnath Mitte des 14. Jahrhunderts zur Stadt erhoben und dort eine Marktkirche errichtet wurde, blieb Oberndorf vorerst der Pfarrort.

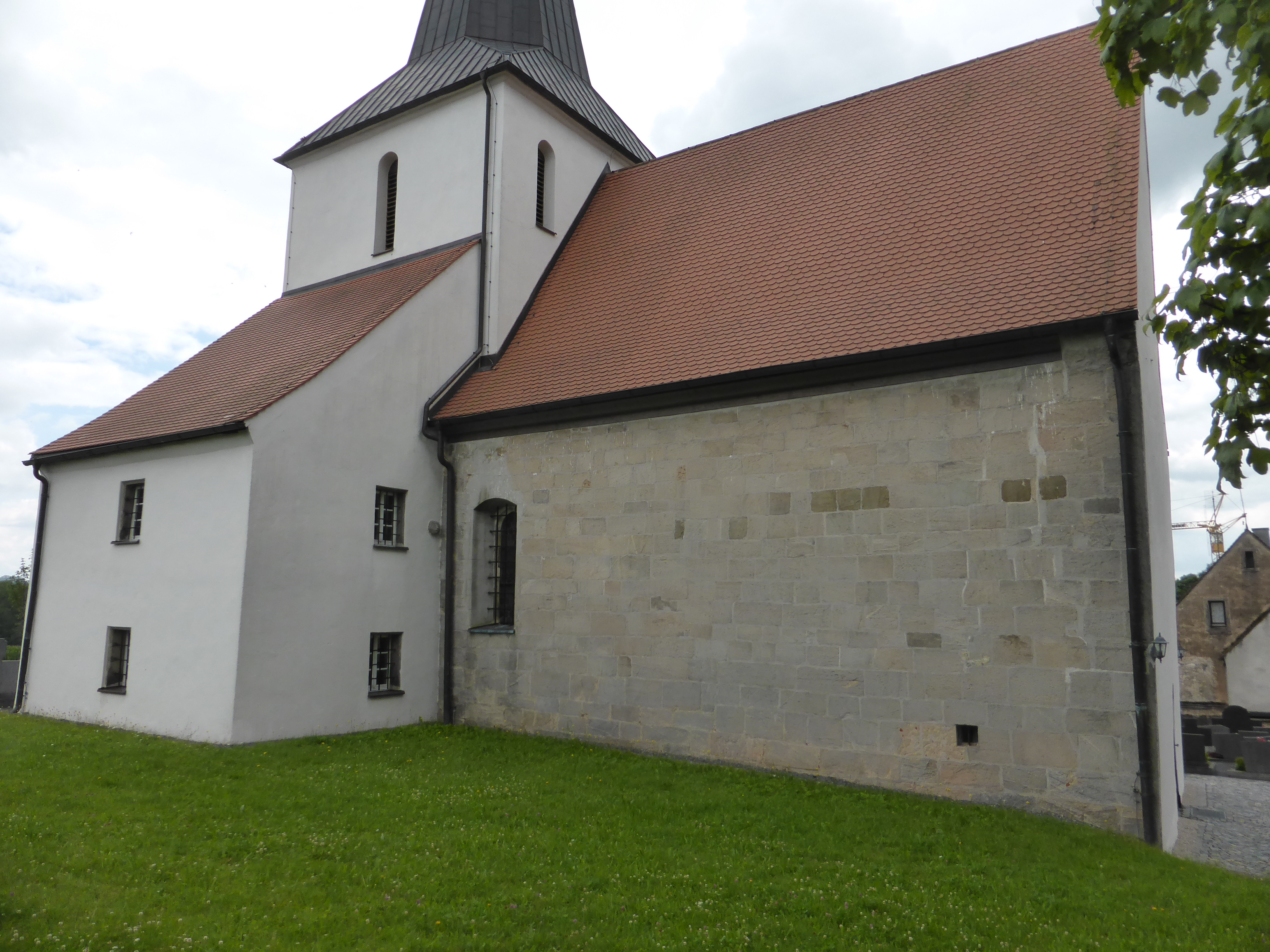
Kirche in Oberndorf bei Kemnath mit freigelegten Sandsteinquadern

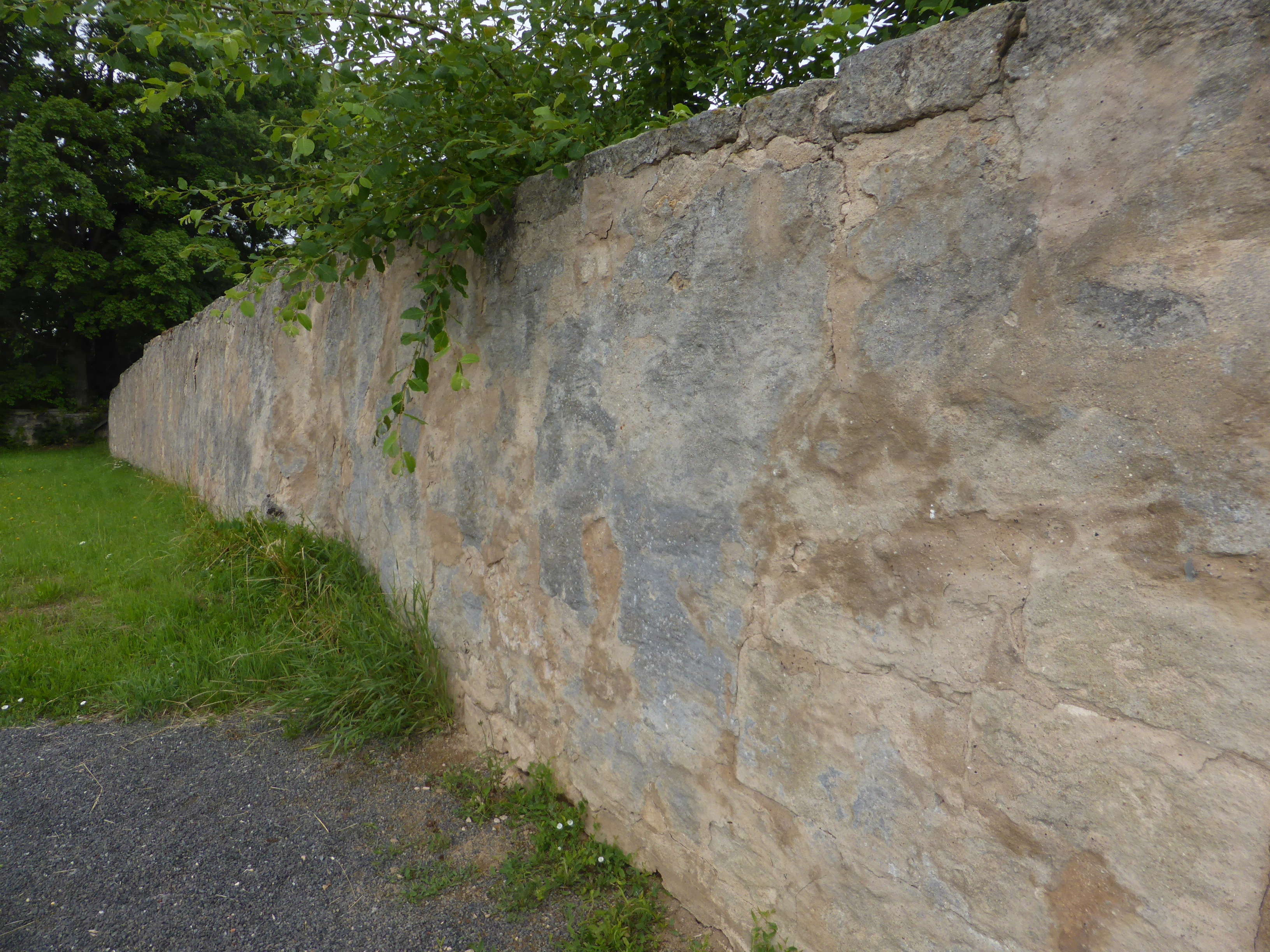
Friedhofsmauer der Kirche in Oberndorf bei Kemnath

## Baulichkeit
Die Kirche ist eine spätromanische Chorturmkirche. Die Saalkirche ist ein verputzter Quadersteinbau mit einem Satteldach, einem eingezogenen Chor und einem quadratischen Turm mit einem Spitzhelm. Das Gebäude wird dem späten 12. Jahrhundert zugeordnet, der Chor ist aus dem 14. Jahrhundert. Die Außenfassade der Kirche wurde 1975 restauriert, dabei wurde auf der Nordseite das Quadermauerwerk aus einheimischem Sandstein freigelegt.
Die erhaltenen Teile der Kirchhofmauer stehen ebenfalls unter Denkmalschutz.

## Innenausstattung
In der westlichen Sakristeiwand ist ein Kopf eingemauert, der aus dem 13. Jahrhundert stammen soll. Dem in der Kirche vorhandenen Marienbildnis wird wundertätige Kraft zugeschrieben; der darunterstehende Text fordert die Gläubigen auf, für die armen Seelen im Fegefeuer zu beten. Das Kircheninnere ist mit Fresken ausgemalt. An den Wänden im Presbyterium sind noch Bildreste der Apostel zu erkennen, in den Feldern des Kreuzrippengewölbes sind die vier Evangelistensymbole Mensch, Adler, Stier und Löwe in rötlich braunen Färbungen erhalten. Hinter dem Altar ist die hl. Katharina dargestellt; auf dem linken Bild wird gezeigt, wie sie beim Verhör vor dem Kaiser steht, auf dem rechten, wie Engel ihren Leichnam auf einer Bahre in das Katharinenkloster tragen. Die drei Barockaltäre sind Anfang 1700 errichtet worden. Die Holzdecke des Langhauses besteht aus getäfelten, mit Akanthusranken bemalten Kassettenfeldern.